# 웨라 (카메라)

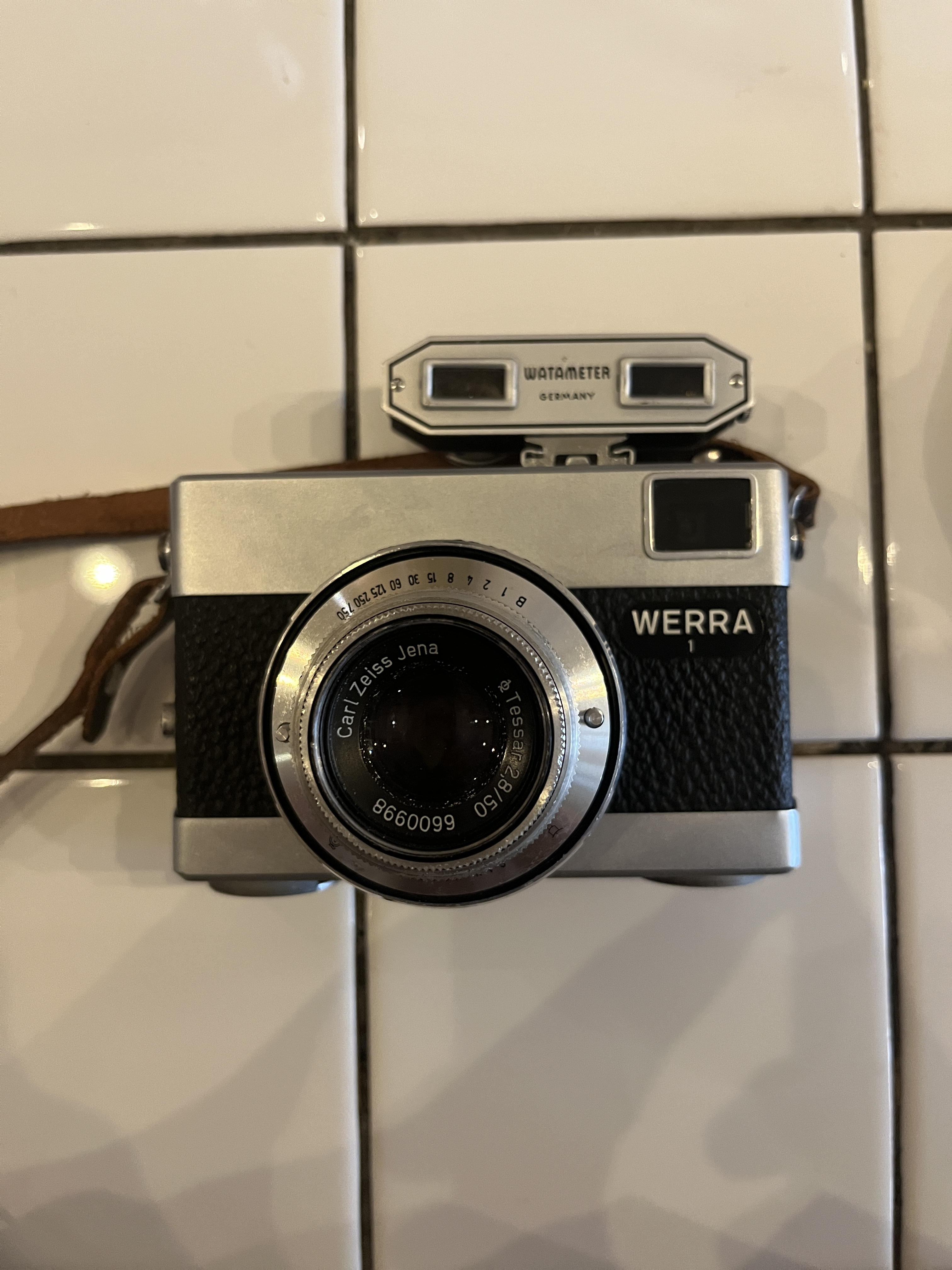
Werra 1c 와 휴대용 레인지파인더. 숫자(셔터 속도) 바깥의 링을 돌려 필름과 더불어 셔터를 장전한다

웨라(Werra) 카메라는 1954년부터 1966년까지 동독의 VEB 칼 자이스 예나가 만든 35mm 카메라이다. 시간이 지날수록 웨라 카메라에는 교환식 렌즈, 레인지파인더나 셀레늄 노출계가 장착되었다. 웨라 카메라는 필름을 운송함과 더불어 셔터를 감는데 렌즈 부분의 링을 돌리는 것을 사용하였으며, 렌즈 덮개를 렌즈 후드로 사용할 수 있었다.
웨라 카메라는 처음부터 새롭게 디자인 되었으며, 이를 디자인한건, 베르너 브로셰(Werner Broche)와 쿠르트 바그너(Kurt Wagner)이다. 웨라 카메라는 VEB 칼 자이스 예나에서 만든 테사, 플렉토곤, 카르디나 렌즈등의 교환 렌즈를 가지고 있었으며, 100mm의 망원렌즈도 장착할 수 있었다.